# Pseudochordodes texanus
Pseudochordodes texanus är en tagelmaskart som beskrevs av Schmidt-Rhaesa, Hanelt och Robert Gatlin Reeves 2003. Pseudochordodes texanus ingår i släktet Pseudochordodes och familjen Chordodidae. Inga underarter finns listade i Catalogue of Life.